# Gare d'Anzánigo
La gare d'Anzánigo est une gare desservant le village d'Anzánigo (rattaché à la commune de Caldearenas depuis 1972), située au point kilométrique 142,8 sur la ligne reliant Saragosse à Canfranc, en Aragon. Elle est inaugurée en 1893, lorsque le tronçon Huesca - Jaca de la ligne est mis en service. 